# Antichiroides generosus
Antichiroides generosus är en skalbaggsart som beskrevs av Waterhouse 1881. Antichiroides generosus ingår i släktet Antichiroides och familjen Rutelidae. Inga underarter finns listade i Catalogue of Life.